# Luigi Miraglia (senador)
Luigi Miraglia (31 de maio de 1846 - 23 de setembro de 1903) foi um professor universitário de direito que serviu entre 1895 e 1897 como reitor da Universidade de Nápoles. Durante os seus últimos anos, ele mudou-se para a política, sendo nomeado para o Senado Italiano em 14 de junho de 1900. Ele também serviu como prefeito de Nápoles entre 30 de novembro de 1901 e a sua morte.